# クルチャトフ
座標: 北緯50度45分24秒 東経78度32分24秒 / 北緯50.75667度 東経78.54000度
クルチャトフ（カザフ語及びロシア語ではКурчатов）は、カザフスタンの北東部にあるアバイ州の町。セミパラチンスク核実験場に隣接、名称はソビエト連邦（ソ連）の核物理学者イーゴリ・クルチャトフからとられている。もともとセミパラチンスク核実験場の中央司令部が置かれた軍事都市であったが、ソ連のこの地での核実験中止と実験場の閉鎖により、クルチャトフの人口は20,000人以上から一時約8,000人（2005年）まで減少したが、その後は1万人にまで持ち直している。最盛期のクルチャトフ（当時はセミパラチンスク-21と呼ばれた）は閉鎖都市であり、ソ連の中でも最も機密とされ、制限された都市の一つだった。
クルチャトフはエルティシ川の南岸に位置し、ここはチャガン川との合流地点でもあった。市内を通る鉄道は、西は近くのモルダリー村までつながり、東はセメイまでの160 kmがつながれていた。
クルチャトフの核関連施設は、カザフスタン国立原子力センターの一部門であるカザフスタン原子力研究所により管理されている。